# 二枚落ち
| 9  | 8  | 7  | 6  | 5  | 4  | 3  | 2  | 1  |    |
| 香 | 桂 | 銀 | 金 | 王 | 金 | 銀 | 桂 | 香 | 一 |
|    |    |    |    |    |    |    |    |    | 二 |
| 歩 | 歩 | 歩 | 歩 | 歩 | 歩 | 歩 | 歩 | 歩 | 三 |
|    |    |    |    |    |    |    |    |    | 四 |
|    |    |    |    |    |    |    |    |    | 五 |
|    |    |    |    |    |    |    |    |    | 六 |
| 歩 | 歩 | 歩 | 歩 | 歩 | 歩 | 歩 | 歩 | 歩 | 七 |
|    | 角 |    |    |    |    |    | 飛 |    | 八 |
| 香 | 桂 | 銀 | 金 | 玉 | 金 | 銀 | 桂 | 香 | 九 |

二枚落ち（にまいおち、nimai-ochi  The 2-Piece）は、将棋の手合割の一種であり、上手が大駒二枚（飛車と角行）を落として指す将棋のこと。したがって、上手には玉将と小駒のみが残されている。
下手には通常どおり20種類のセットアップがある。二枚落ちは、日本将棋連盟公式の手合割である。
二枚落ちの下手棋力については、『将棋世界』2007年9月号「イメージと読みの将棋観」のテーマ「プロに二枚落ちで勝つには？」として、6人の棋士が答えているが、多面指しや10局のうちの1局、上手が通常の指し手で進めるなら初段あれば勝てるであろうが、1対1で真剣勝負であると、アマチュア三、四段ないと勝てないであろうとしている。

## 上手5三銀-6三玉型
二枚落ちは上手に角行が無いので、下手は角道を生かして4筋と3筋の位をとることができ、上手が2筋方面は金銀で守ることになって金銀が分散することになる。
図は序盤の二枚落ちにおいての典型的な進め方である。
上手の玉は６三に構えて、図のような象眼型から６二に構えた金を△７三金から△６五歩-６四金や△８四金～８五金～７六金、または△８四歩～８五歩～８四金などと活用する。
上手陣の左側は、△２四歩から２三銀と立て直してくる指し手もある。

## 二歩突っ切り戦法
二歩突っ切り (Two-Pawn Sacrifice Push ni fu tsukkiri).
12手目. ▲3八飛. から、下手は浮き飛車の袖飛車に構える。その後、▲6八銀. 下手は カニ囲い を築く。
この構えでの下手の一般的な攻撃方法は、右銀を4六～3五に配してからの▲4四歩。以下、△同歩と取って▲同銀△同銀であると▲同角で、△5三銀なら▲同角成△同玉▲4五桂などと、攻めが続く。
ただし、上手は▲3五銀に△5五歩としてくる場合もあるため、▲3五銀の前に▲5六歩としておく場合もある。

## 銀多伝
銀多伝 (Silver Tandem gin taden)。図のように金と銀二枚を縦に並べた囲い（多伝囲い）を用いる戦法。
下手は中飛車に構える。
攻め方は、▲5五歩からの歩交換から▲5九飛や、▲5五歩△同歩▲4五歩で、これも△同歩ならば▲5五銀から4五銀と進める。

## 上手5三銀-5五歩型
上手は下手の角筋の利きを緩和する目的で、図のように△5五歩と5筋の位をとる指し方もある。
これを▲同角とすると、△5四銀から4筋の位の歩もとってしまおうという意図。▲同角と応じなくても上手は△5四銀から取りにいくので、下手は▲4八飛から位を確保し、▲3八銀から右銀をくりだして位を確保する。図の続きでは上手は左銀を前線に活用し、△6四銀から7六の歩を狙うので、下手も10手目▲6八銀から左銀を繰り出して備えることになる。

### 上手5二玉型
上記の続き。図の上手の構えでは、王将は6三の地点には配置できないので、5二と中住まいの構えにする。
図の下手は上手の狙いの△7六銀にかまわず、▲5五銀左から△8七銀不成に▲6六角を狙う。
なお、この△7六銀が気になるなら、右銀の4六銀進出よりも左銀の7七銀～6六銀の進出を先にする手段もある。

### 上手5二金型
上記と違って、上手は居玉。

## 上手5四金-5二玉型
この上手の構えは今度は金将で、下手の4筋と3筋の位を狙っている。下手はまずは▲4八飛で4筋の位を確保する。